# Stefanowo (powiat bydgoski)
Stefanowo – (niem. Rabenhorst) osada w Polsce położona w województwie kujawsko-pomorskim, w powiecie bydgoskim, w gminie Koronowo.
W latach 1975–1998 miejscowość administracyjnie należała do województwa bydgoskiego.